# سیب گالا

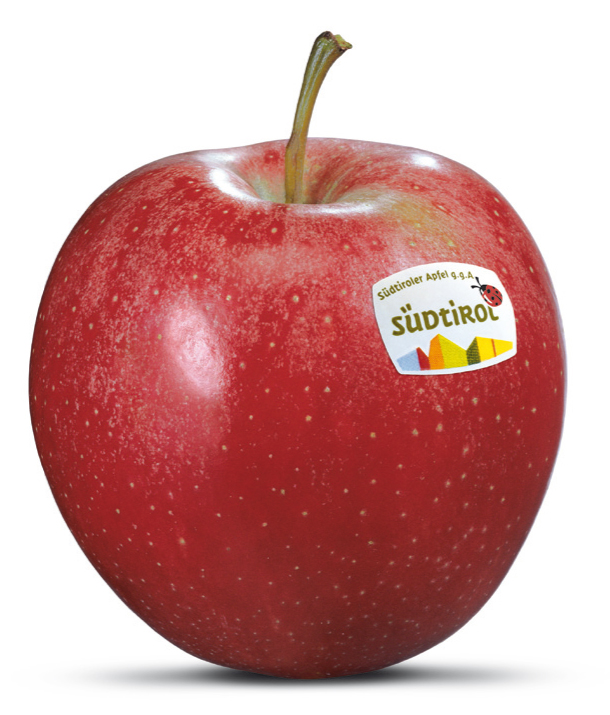
سیب گالا از آلتو آدیجه

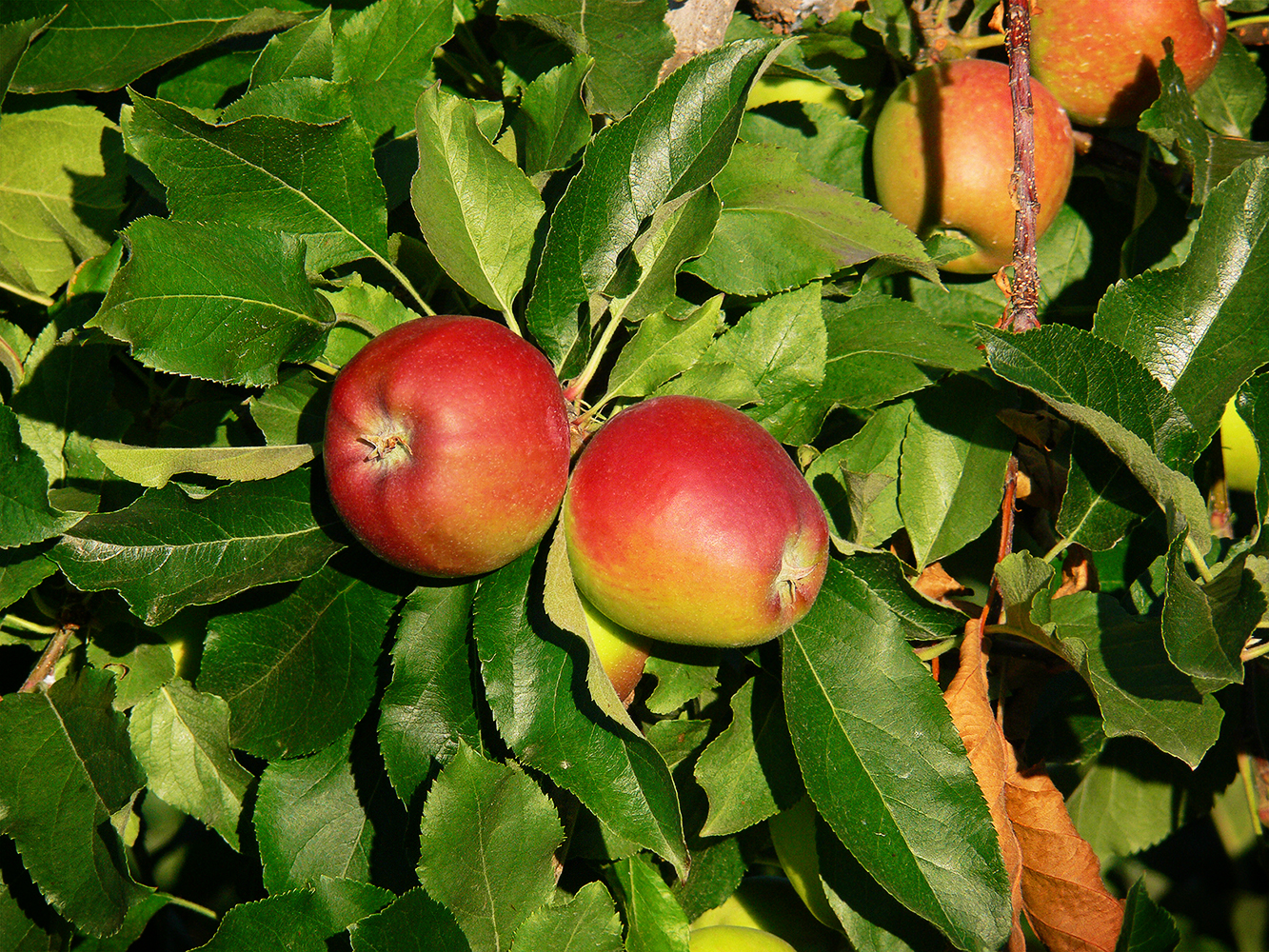
جزئیات برگ و میوه

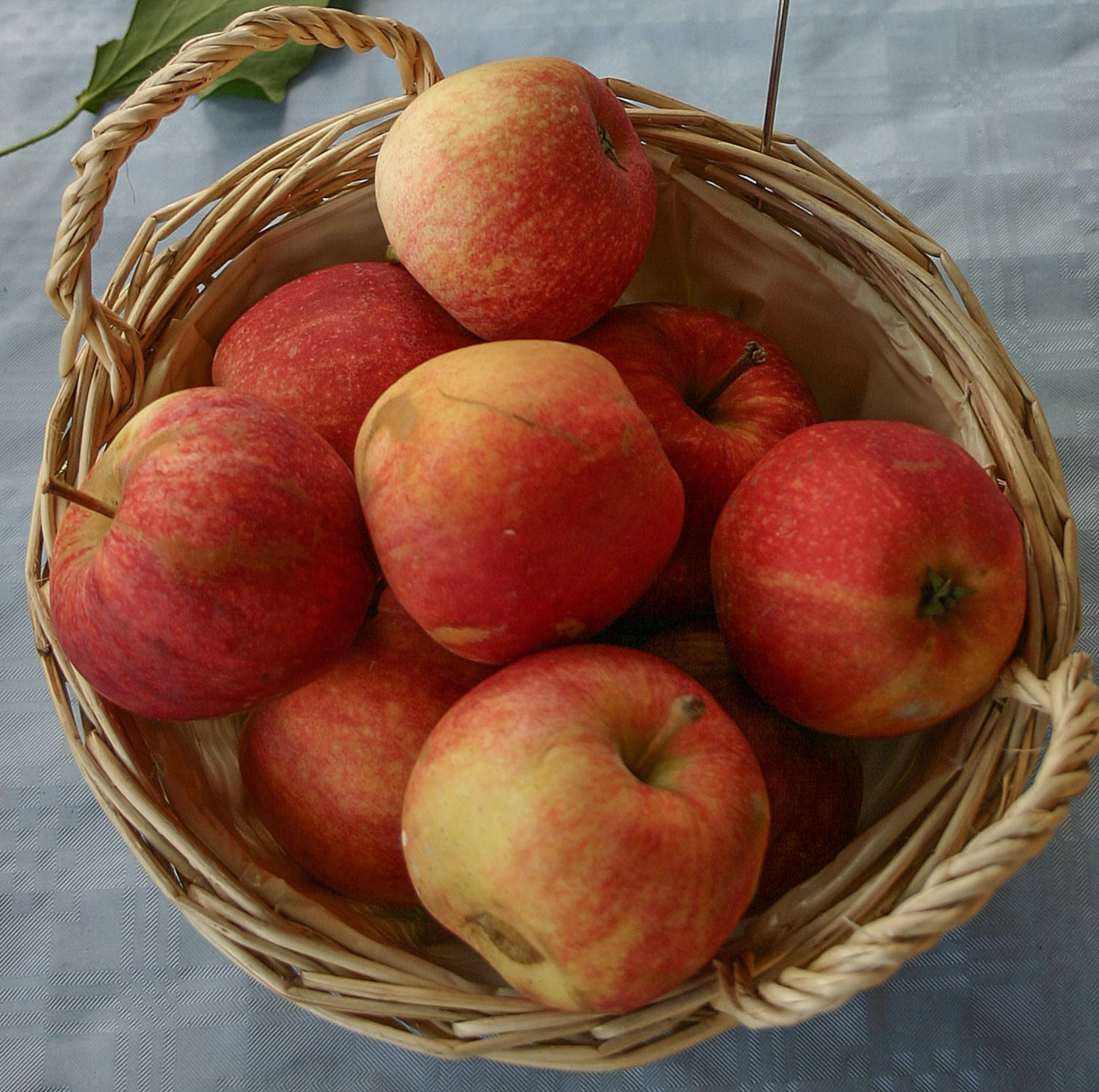

سیب گالا سیب تولید شده از طریق تکثیر تاگ سازی با مزه ملایم و شیرین است. براساس نوشته وب سایت اتحادیه سیب ایالات متحده آمریکا در سال ۲۰۰۶ این سیب بعد از سیب سرخ مقام دوم محبوبترین ارقام سیب را در ایالات متحده دارا بوده است؛ و سیب زرد، گرنی اسمیت و فوجی در مقامهای بعدی قرار داشته‌اند. انواع گوناگون از روی پوست دورنگشان مشخص می‌شوند.

## ظاهر و طعم
سیب گالا کوچک است و معمولاً رنگ قرمز با بخشی متمایل به سبز یا سبز متمایل به زرد دارد. سیبهای گالا در برابر ضربه نسبتاً مقاوم بوده و شیرین، پر از دانه، با طعم ملایم از بقیهٔ سیبها هستند. کیفیت آن شامل این موارد است: دوام، خشکی، و شیرینی. سیبهای گالا شیرین و معطر هستند و می‌توان آن‌ها را به سالاد یا غذا اضافه کرد و به ویژه برای درست کردن پوره مناسب هستند.

## ذخیره‌سازی
درجه حرارت مطلوب برای ذخیرهٔ سیب بین -۱° و ۱° درجه سانتیگراد (۳۰ تا ۳۴ درجه فارنهایت)
است و میزان مطلوب رطوبت نسبی ۹۰ تا ۹۵ درصد است. گاز اتیلن همانند تأثیری که روی بقیه میوه‌ها دارد. می‌تواند سرعت رسیدن سیب را سریعتر کرده و آن را خراب کند و سفتی سیب را کاهش دهد.